# Azione revocatoria
La revocatoria è un mezzo legale di conservazione della garanzia patrimoniale, regolato nell'ordinamento italiano dall'articolo 2901 del codice civile il quale consiste nel potere del creditore (revocante) di agire in giudizio per far dichiarare inefficace, nei suoi confronti, gli atti di disposizione patrimoniale coi quali il debitore arrechi pregiudizio alle sue ragioni.
Sono presupposti del rimedio descritto: il credito del revocante, il pregiudizio arrecato dall'atto dispositivo del debitore alle ragioni del creditore, la conoscenza di questo pregiudizio da parte del debitore e, se l'atto è a titolo oneroso, la conoscenza del pregiudizio anche da parte del terzo.
L'atto compiuto prima della nascita del credito è revocabile se sussiste la dolosa preordinazione. 
Oggetto dell'azione sono gli atti che causano la perdita o la limitazione dei diritti patrimoniali del debitore o che comportano l'assunzione di passività.

## Storia
La revocatoria trae origine dall'Actio Pauliana, che in diritto romano veniva concessa al liquidatore del patrimonio del debitore quando i suoi beni non bastavano a soddisfare i creditori. Era un rimedio contro gli atti fraudolenti, menzionato nel Digesto; l'istituto giunto fino ai nostri giorni con tratti quasi invariati è però frutto della compilazione giustinianea, che ne ha fatto la risultante della fusione fra i rimedi classici della In integrum restitutio e dell'interdictum fraudatorium.

## Funzione
L'azione del creditore volge a privare di efficacia nei suoi confronti gli atti dispositivi del debitore che ne limitano la garanzia patrimoniale. 
Circa il fondamento, per alcuni è dato dal vincolo d'indisponibilità gravante sui beni del debitore; per altri si tratterebbe della sanzione di un illecito contrattuale, cioè dell'inadempimento, da parte del debitore, di non pregiudicare i diritti del creditore a mezzo di atti dispositivi: in questa prospettiva, la sanzione colpirebbe anche l'atto compiuto dal terzo, complice del debitore. Per altri ancora il fondamento della revocatoria si identifica nella sua funzione: l'azione non scaturisce da un preesistente diritto del creditore sui beni del debitore, ma è frutto del diritto che la legge attribuisce al creditore di tutelare il suo interesse alla conservazione della garanzia patrimoniale.
Proprio per tutelare questo interesse, la legge attribuisce al creditore un potere revocatorio, che ha la natura di un diritto potestativo, capace di rendere inefficace l'altrui atto di disposizione.
Cosa diversa è allora la revoca, potere che spetta alla parte per estinguere l'atto proprio.
Il diritto potestativo revocatorio è poi a esercizio processuale, perché richiede l'intervento del giudice: tale intervento è funzionale a un potere privato del creditore, quindi non è condivisibile la tesi che vede nella revocatoria un istituto soltanto processuale, sganciato dal diritto sostanziale.

## Presupposti oggettivi
Per l'esperimento della revocatoria serve innanzitutto il credito del revocante verso chi ha compiuto l'atto da revocare. Può essere un credito a termine, condizionato o illiquido; non serve che sia giudizialmente accertato né che l'attore sia munito di titolo esecutivo.
Serve poi il pregiudizio arrecato dall'atto dispositivo alle ragioni del creditore (eventus damni): l'atto di disposizione, cioè, deve aver causato o aggravato il pericolo dell'insufficienza patrimoniale del debitore a far fronte al credito del revocante. Il pericolo deve essere attuale e concreto, e non è escluso da un eventuale corrispettivo già realizzato dal creditore. La valutazione dell'incapienza patrimoniale va fatta con riguardo alla posizione del revocante (che potrebbe infatti essere assistito da adeguate garanzie o prelazioni) e va valutata rispetto al tempo del compimento dell'atto dispositivo; deve poi sussistere al tempo della domanda.

## Presupposti soggettivi
A livello soggettivo, innanzitutto si richiede la conoscenza del pregiudizio da parte del debitore, che deve essere consapevole di aver provocato, col suo atto di disposizione, una lesione alle ragioni del creditore (scientia fraudis). La conoscenza deve quindi avere come oggetto il pericolo attuale e concreto dell'insolvenza (periculum damni): la prova di tale conoscenza è a carico dell'attore e, come per ogni stato soggettivo, può esser data per presunzioni. Serve la conoscenza effettiva del pericolo e non la conoscibilità; si sostiene però che alla conoscenza possa essere equiparata la colpa grave del debitore e quindi la sua assoluta negligenza.
Ai fini della revocatoria, può poi essere necessaria anche la conoscenza da parte del terzo del pregiudizio arrecato al creditore (participatio fraudis): questo presupposto è essenziale quando l'atto dispositivo è a titolo oneroso. Alla malafede è equiparata la colpa grave. È terzo la parte sostanziale dell'atto dispositivo del debitore o comunque il suo destinatario. La prova di questa conoscenza deve essere data dall'attore. La conoscenza del terzo non è richiesta per gli atti a titolo gratuito (nei quali alla prestazione principale del debitore non segue una controprestazione da parte del terzo), i quali sono quindi revocabili a prescindere da qualunque considerazione soggettiva del destinatario.
Infine, quando l'atto dispositivo è anteriore al sorgere del credito, la revocatoria è esperibile solo se l'atto dispositivo è stato dolosamente preordinato in danno del creditore, cioè è stato scientemente diretto dal debitore a pregiudicare il soddisfacimento del credito. In questo caso, il terzo deve essere stato partecipe della dolosa preordinazione. Al contrario, qualora l'atto di disposizione sia successivo al sorgere del credito, non è richiesto il dolo specifico e basta quello generico (l'atto dispositivo è compiuto con la previsione cosciente del pregiudizio del creditore). La partecipazione del terzo alla preordinazione ricorre quando costui conosceva proprio la destinazione soggettiva dell'atto come finalizzata a creare danno al creditore (scientia fraudis): la prova può esser data per presunzioni. L'intento doloso non ricorre quando il debitore ha per tempo reso nota la sua condizione patrimoniale, consentendo al creditore di valutare la sua convenienza all'operazione.

## Oggetto e ambito dell'azione
La revocatoria ha come oggetto atti di disposizione del patrimonio, cioè l'atto con cui il debitore aliena, limita, rinunzia o modifica i diritti che gli fanno capo oppure assume passività.
I pagamenti sono irrevocabili: si deve però trattare di atti dovuti, che attribuiscono all'avente diritto ciò che gli spetta e che quindi non possono pregiudicare gli altri creditori. Sono revocabili i pagamenti di debiti non scaduti: l'anticipazione rispetto alla scadenza avvantaggia ingiustamente un creditore e pregiudica un altro, che può quindi agire in revocatoria. Sono revocabili anche i modi estintivi delle obbligazioni diversi dall'adempimento.

## Effetti dell'azione
La revocatoria non ricostituisce il patrimonio del debitore, ma realizza l'inefficacia relativa dell'atto dispositivo, che infatti diviene inopponibile al revocante ma conserva la sua efficacia verso le parti e gli altri creditori.
Così, se l'atto oggetto di revocazione consiste nell'assunzione di obbligazione, il revocante può agire verso il patrimonio del debitore senza la concorrenza del terzo; se viene revocata una vendita, il revocante può agire esecutivamente sul bene alienato e chiederne il sequestro.
Le azioni esecutive e conservative sono esperite verso il terzo, che si ritrova nella stessa posizione del proprietario del bene pignorato o ipotecato (si parla infatti di responsabilità senza debito).
La revoca della vendita non pregiudica i diritti acquistati a titolo oneroso dal subacquirente di buona fede quando il suo acquisto è stato trascritto prima della trascrizione della domanda di revocazione.
L'azione revocatoria, infine, se vittoriosamente esperita, è causa di revoca dell'atto pregiudiziale ma non comporta una responsabilità extracontrattuale del terzo acquirente verso il revocante, salvo il caso in cui costui non abbia dolosamente provocato (o concorso a provocare) l'inadempimento del terzo.
Se poi il terzo ha deteriorato il bene, o lo ha distrutto o alienato, risponderà secondo le regole dell'indebito.
La sentenza di revocazione obbliga al rilascio del bene: frutti e interessi sono dovuti dalla data della domanda. Il terzo che perde il bene acquistato può agire verso il dante causa per la restituzione o il risarcimento, ma non può concorrere col revocante sul bene oggetto di revocazione (se non su quanto residua dopo che il revocante si è soddisfatto).

## Giudizio di revocazione
È un giudizio contenzioso che termina con sentenza: tale sentenza, per la dottrina maggioritaria è dichiarativa, in quanto con l'azione che la fonda il creditore vuole far "dichiarare" l'inefficacia dell'atto dispositivo. Per altra tesi è una sentenza costitutiva: infatti, si rileva, la tesi della natura dichiarativa postulerebbe l'inefficacia originaria dell'atto dispositivo, ma, se così fosse, non sarebbe necessaria la sentenza.
Parti del giudizio sono il creditore revocante e il terzo partecipe o destinatario dell'atto di disposizione. Anche il debitore è parte necessaria; parte non necessaria può essere il terzo subacquirente, che andrà chiamato in causa dall'attore se vuole che la sentenza faccia stato anche verso costui.
La revocatoria si prescrive in cinque anni dal perfezionamento dell'atto dispositivo, a prescindere dalla conoscenza che ne abbia il creditore. Si prescrive il diritto sostanziale del creditore esercitato tramite l'azione: trattandosi di diritto potestativo, la prescrizione non s'interrompe con la costituzione in mora ma serve la proposizione dell'azione. Vista la diversità fra revocatoria e azione di simulazione, non possono essere proposte assieme ma solo in via subordinata.